# San Jerónimo, Copán
San Jerónimo är en ort i Honduras.   Den ligger i departementet Departamento de Copán, i den västra delen av landet, 200 km nordväst om huvudstaden Tegucigalpa. San Jerónimo ligger 793 meter över havet och antalet invånare är 1 046.
Terrängen runt San Jerónimo är kuperad. Runt San Jerónimo är det ganska tätbefolkat, med 83 invånare per kvadratkilometer. Närmaste större samhälle är Florida, 8,2 km norr om San Jerónimo. Omgivningarna runt San Jerónimo är en mosaik av jordbruksmark och naturlig växtlighet.